# Space disco
Space disco er et begreb, der anvendes til at beskrive fusionen af discomusik med futuristiske temaer, lyd og grafik, som blev populær i slutningen af 1970'erne. Det er en af de tidligste former for electro disco. Space disco var produktet af sammenlægningen af discomusik og sci-fi, som begge var internationale popkulturfænomener i midten og slutningen af 1970'erne. Hovedidéen bag genren er, at en udforskning af vidunderne i det ydre rum af mennesker, og mange bands benyttede ofte robotter, laserbelysning og computerskærme i deres live-optrædener. Kunstnerne selv var ofte klædt på en måde, der var inspireret af glamrock og en noget futuristisk mode.